# 카를빌헬름 폰 슐리벤
카를-빌헬름 폰 슐리벤(1894.10.30 - 1964.6.18)은 1차 세계 대전과 2차 세계 대전의 독일군 장교였다.

## 제1차 세계 대전
카를-빌헬름 폰 슐리벤은 프로이센군으로 1914년 8월 복무했다. 그는 제3보병보호대의 훈련과 대체를 맡았다. 1914년 9월, 그는 군대 훈련을 완료한 후, 야전에서 제3보병보호대에 입대한 후 13일만에 부상당한다. 1916년 봄, 그는 보병여단 내의 군대 사령관을 맡고, 같은 해 부관참모직을 맡았다. 1916년 11월 부상당한 후, 그는 1917년 1월에 그의 여단으로 제대하여 종전 때까지 부임한다.

## 제2차 세계 대전
2차 대전 당시 그는 여단 사령관으로 제1기갑사단의 사령관을 맡아 프랑스 공방전에 참여했다. 프랑스의 항복 이후 그는 제108보병사단에서 제14기갑사단으로 이적한다. 그는 이후 동부 전선에서 제4기갑사단을 맡은 여단 사령관이 되었다. 그러나 1943년 2월 사단이 스탈린그라드 전투에서 궤멸당하자 제208보병사단의 사령관으로 격하되었다. 그 후에도 그는 동부 전선에서 남아 소련군과의 싸움에 참여했다. 이후 쿠르스크 전투에서 그의 군대가 큰 손실로 운영이 어려워질 때까지 그는 제18기갑사단의 사령관으로 1943년 봄에 부임하여 그 임무를 이어나갔다. 그는 쿠르스크 전투 이후 노르망디에 있는 제709보병사단을 맡게 되었다.

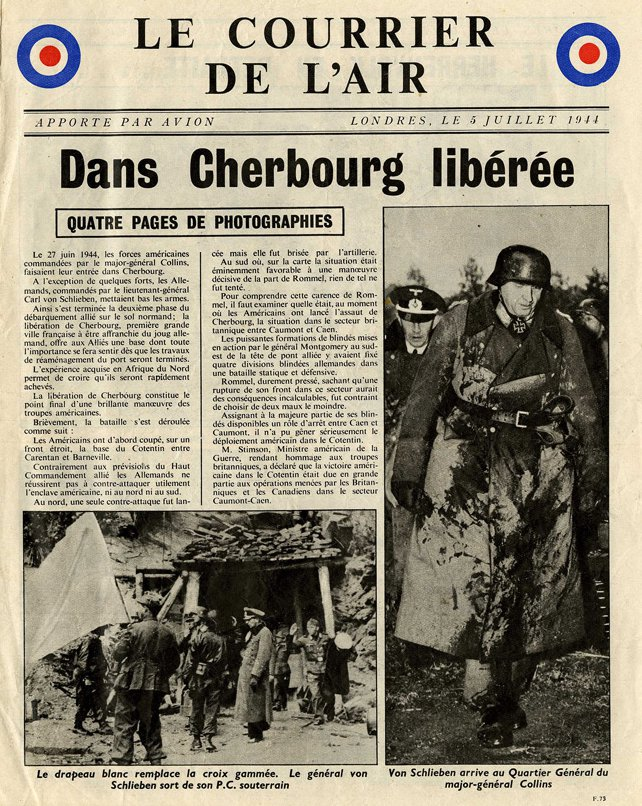
1944년 장군이 붙잡힌 모습을 담은 영국 프로파간다

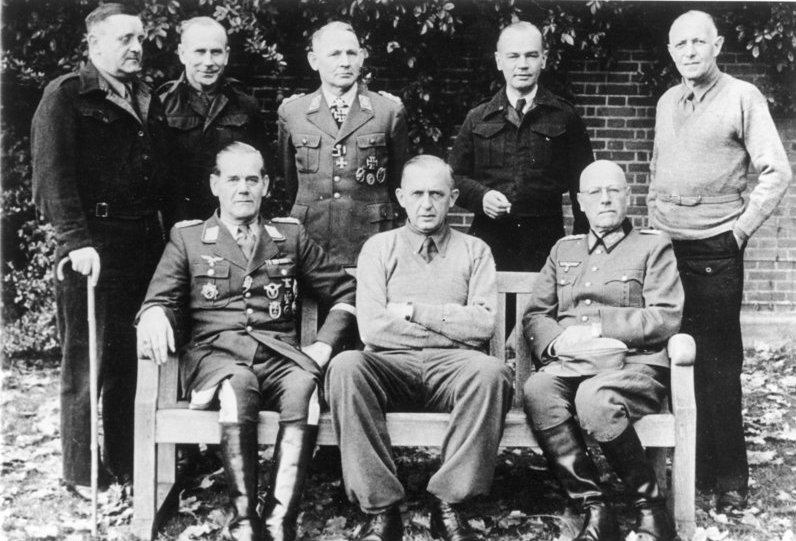
트렌트 공원에서

제709보병사단은 프랑스의 점령 임무 및 연합군 공습과 침공에 대한 보호 및 순찰 임무를 맡고 있었다. 사단은 침공이 일어났을 때 노르망디 해안에 있었기 때문에 노르망디 전역에서 초기부터 싸워야 했고, 코탕탱 반도에서 빠르게 고립되었다. 미군이 반도를 포위하자 사단의 잔여 세력은 셸부르 항구로 후퇴했다. 1944년 6월 23일 슐리벤 장군은 셸부르 전투의 총사령관이 되었고, 독일군은이 지역을 요새처럼 만들어 놓았다. 그러나 3일 후 맨튼 에디 장군에게 슐리벤 장군과 800명의 병사들은 항복했다. 그의 포박 이후 그가 팜 섬으로 1945년 8월 9일 이송되기 전까지 그는 트렌트 공원에 붙잡혀 있어야 했다. 그는 1947년 10월 7일 석방되었고, 1964년 6월 18일 기센에서 사망했다.

## 자료
- Gordon A.Harrison, Cross Channel Attack
- Jorge Rosado & Chris Bishop, German Wehrmacht Panzer Divisions
- John Keegan, Six Armies in Normandy
- De Wervelwind 3(22) June–July 1944 - Dutch war time propaganda newspaper